# Strobilanthes frondosa
Strobilanthes frondosa är en akantusväxtart som beskrevs av John Richard Ironside Wood. Strobilanthes frondosa ingår i släktet Strobilanthes och familjen akantusväxter. Inga underarter finns listade i Catalogue of Life.